# Kodak Tri-X
Tri-X è una pellicola fotografica in bianco e nero prodotta dalla Eastman Kodak Company ed ora in commercio grazie alla Kodak Alaris. La combinazione fra le piccole fotocamere da 35mm e le pellicole Tri-X ad alta sensibilità fu rivoluzionaria per il giornalismo.

## Storia e caratteristiche
Introdotta intorno al 1940 in pellicole piane da ISO 200 per luce naturale o daylight e ISO 160 per luce artificiale o tungsteno, è stata una delle prime pellicole Kodak in bianco e nero ad alta sensibilità (per l'epoca). La pellicola Tri-X è stata introdotta nei formati 35mm e 120 nel 1954. Attualmente è disponibile in due sensibilità, ISO 320/26° (320TXP) e 400/27° (400TX). La Tri-X 400 è la più comune delle due, disponibile in rullini da 24 e 36 pose da 35mm, in rullini da 120 e in pellicola a metraggio da 50 e 100 piedi da 35mm. La Tri-X 320 è disponibile in pellicole piane 4×5", 5×7" e 8×10".
La Tri-X 400 ha solitamente una sensibilità di ISO 400 quando processata con sviluppi standard e rimane tra i film in bianco e nero più sensibili di oggi. Il push processing della Tri-X con un "indice di esposizione" più elevato di EI 800 con uno sviluppo standard produce ottimi risultati, mentre un'ulteriore spinta a EI 1600 richiede un'elaborazione più sofisticata. Un metodo popolare per spingere la Tri-X sta nell'usare sviluppi altamente diluiti con poca o nessuna agitazione e lunghi tempi di sviluppo. Questo metodo, denominato "stand" o "semi-stand", consente di spingere la sensibilità fino a EI 3200 o 6400.
Nel 2004 Kodak ha celebrato i 50 anni dall'introduzione della Tri-X avvenuta il 1º novembre 1954 nei formati 35mm e 120.

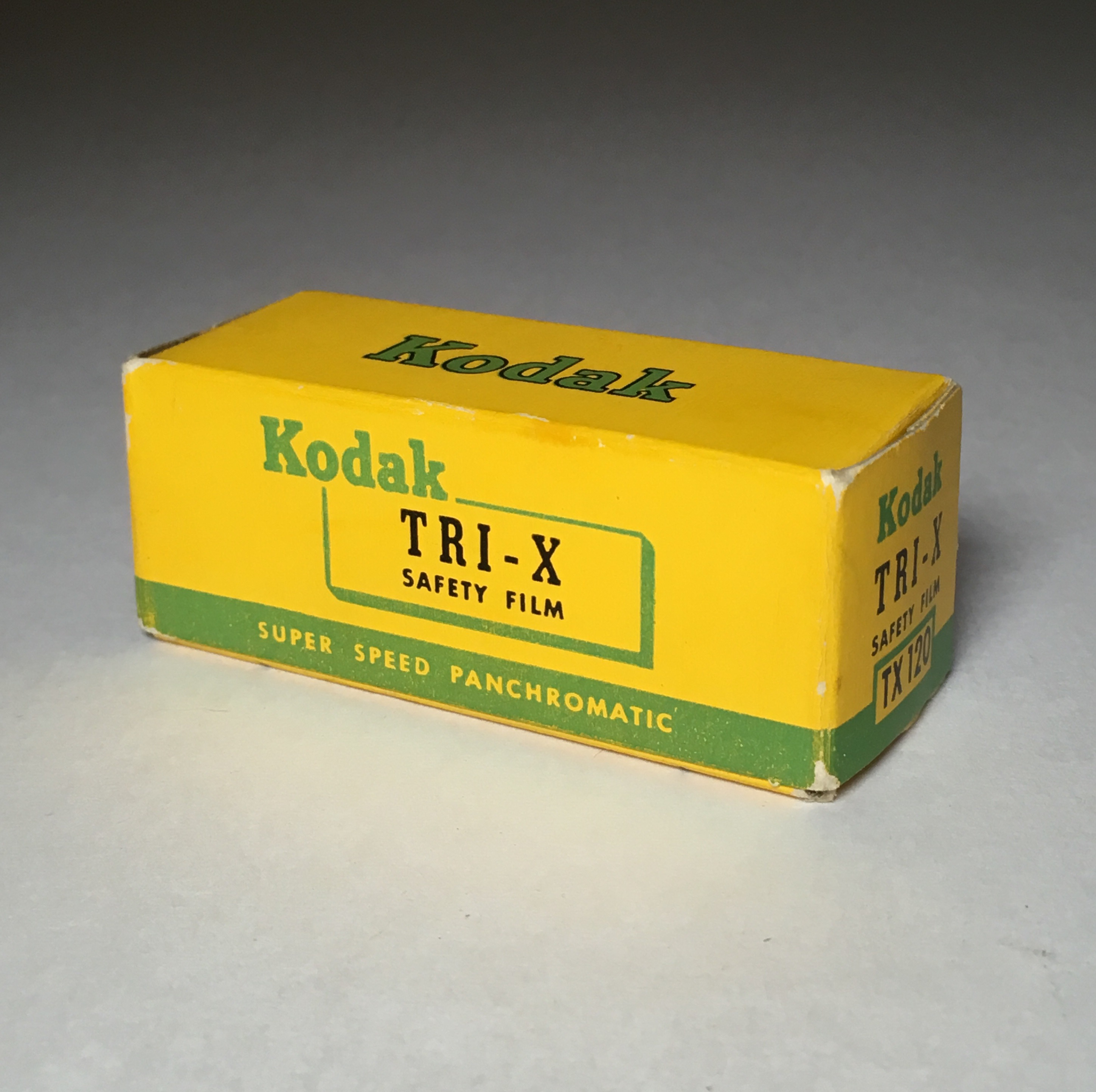
Kodak Tri-X 120 Film (Expired: March 1959)
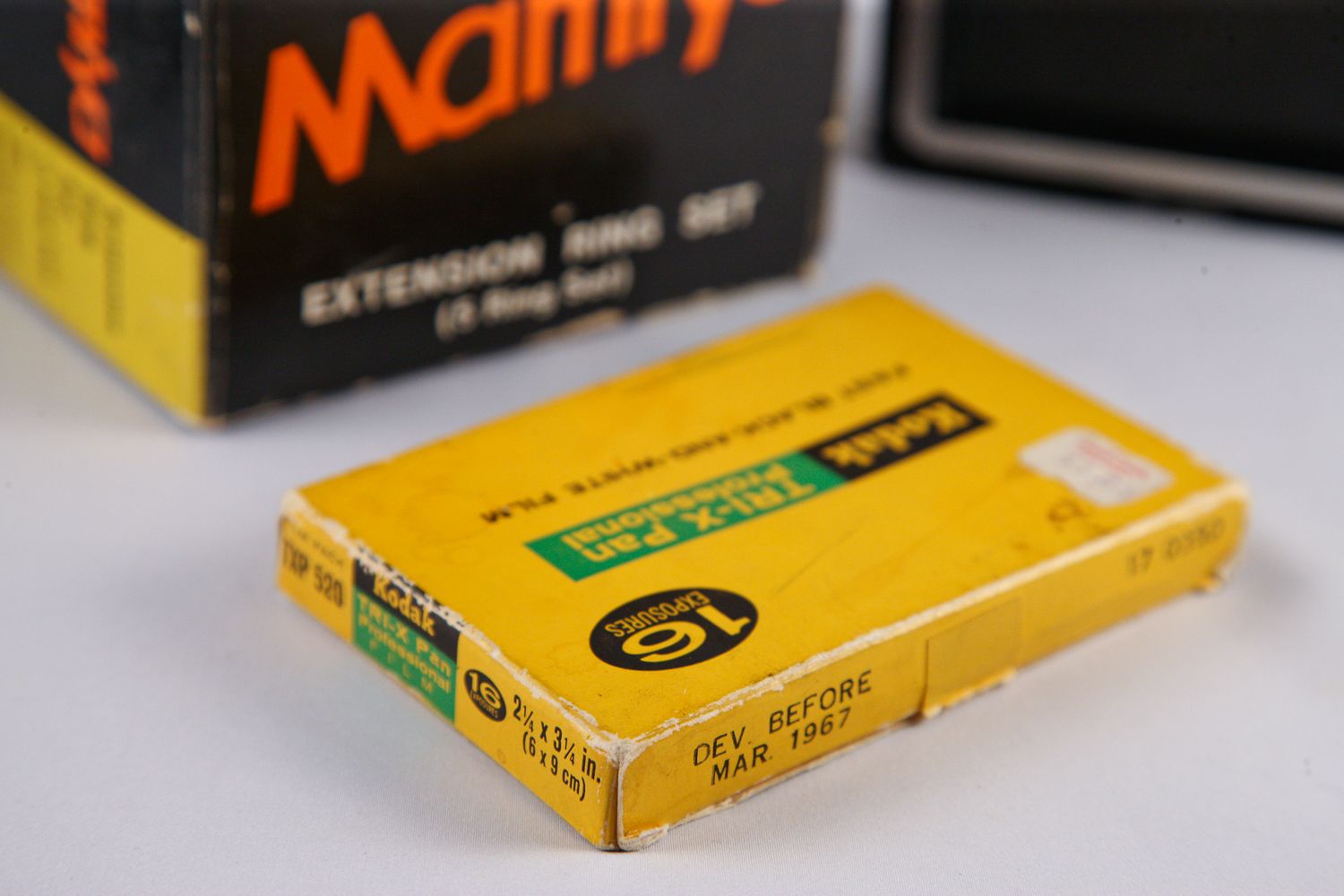
Tri-X 6x9 Sheet Film Expired in 1967
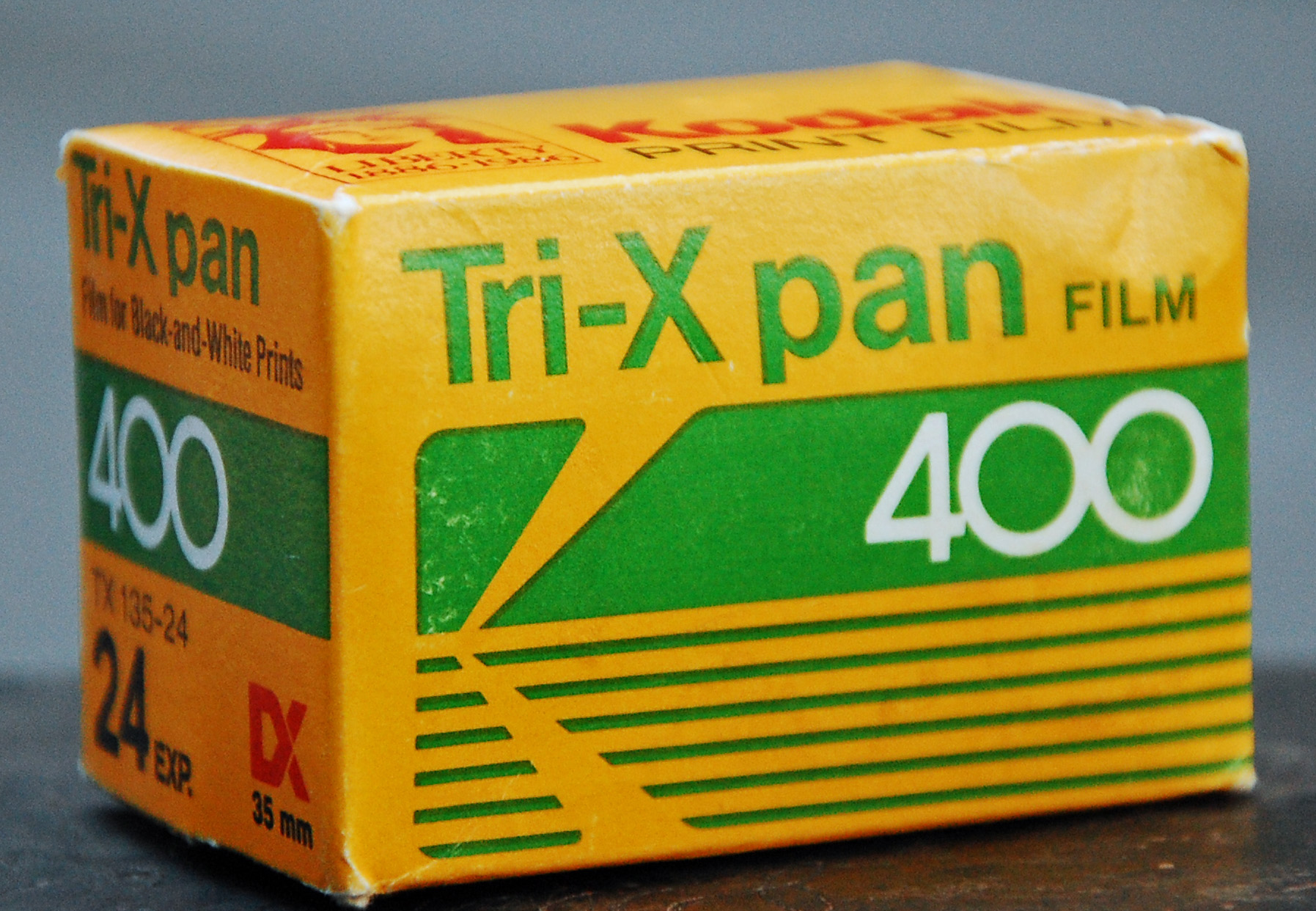
Tri-X box, circa 1986